# Kutujoki (vattendrag i Lappland)
Kutujoki är ett vattendrag i Finland.   Det ligger i landskapet Lappland, i den norra delen av landet, 1 000 km norr om huvudstaden Helsingfors.